# 漢科維察
48°38′9″N 23°3′9″E / 48.63583°N 23.05250°E
漢科維察（羅馬化：Hankovytsia）是位於烏克蘭西部外喀爾巴阡州穆卡切沃區內利皮諾市鎮的村莊，面積733平方公里，2001年人口518，人口密度每平方公里0.71人。